# Vysoká škola Sboru národní bezpečnosti
Vysoká škola Sboru národní bezpečnosti (Vysoká škola SNB, VŠ Sboru národní bezpečnosti, VŠ SNB) byla v letech 1973–1990 vysokou školou univerzitního směru řízenou ministerstvem vnitra ČSSR (oficiálně zahájila svou činnost roku 1974) a se sídlem v Praze (v Praha 7 a od roku 1980 na Lhotce) a pobočkami v Holešově a Bratislavě. Jejím cílem byla odborná příprava členů tehdejšího Sboru národní bezpečnosti. Dále byla určena také vojákům z povolání a příslušníkům Sboru nápravné výchovy. Škola udělovala titul JUDr.
Škola se dělila na těchto pět fakult:
- Fakulta Státní bezpečnosti (Praha)
- Fakulta Veřejné bezpečnosti (Praha)
- Fakulta OSH (ochrany státních hranic) (Holešov, od roku 1986 Bratislava[5])
- Fakulta vyšetřování VB (Bratislava)[6]
- Fakulta Požární ochrany (od roku 1980)[7]

Při škole působil od roku od 1. května 1982 i Ústav zahraničních studií Vysoké školy SNB v Zastávce u Brna. Toto výcvikové zařízení vzniklo na základě dřívější Praporčické školy SNB Ministerstva vnitra ČSSR a sloužilo pro výcvik mnoha cizinců z tehdy spřátelených zemí. Historici také uvažují, zda zde běžel výcvik pozdějších teroristů palestinské OOP a jiných organizací.
Vysoká škola SNB byla zrušena v roce 1990. Studentům bylo umožněno dokončit studium na vysoké škole právnického charakteru. V roce 1992 pak byla zřízena nová policejní vysoká škola univerzitního typu s názvem Policejní akademie České republiky. Holešovská fakulta byla roku 1986 přestěhována do Bratislavy a na jejím místě vznikla Důstojnická a praporčická škola SNB, PS a VMV, která se roku 1991 transformovala na Střední odbornou školu Federálního policejního sboru, od roku 2008 působící pod názvem Vyšší policejní škola a Střední policejní škola Ministerstva vnitra v Holešově.